# 董玉森
董玉森（1925年3月—2023年1月12日），男，山东长清人，中华人民共和国政治人物，曾任中共孝感地委书记，湖北省政协副主席。